# 第262步兵師 (德國國防軍)
德國國防軍陸軍第262步兵師（德語：262. Infanterie-Division）是納粹德國國防軍陸軍的一個步兵師。該師於1939年8月組建。
該師組建後，首次作戰為參與巴巴羅薩行動，此後一直在東線作戰。
該師最後於1943年11月解散。

## 註腳
1. ↑  Mitcham（2007年）